# Rhododendron wrightianum
Rhododendron wrightianum är en ljungväxtart som beskrevs av Koorders. Rhododendron wrightianum ingår i släktet rododendron, och familjen ljungväxter.

## Underarter
Arten delas in i följande underarter:
- R. w. cyclopense
- R. w. insulare